# Associazione Calcio Hellas Verona 1974-1975
Questa voce raccoglie le informazioni riguardanti l'Associazione Calcio Hellas Verona nelle competizioni ufficiali della stagione 1974-1975.

## Stagione
Nella stagione 1974-1975 il Verona disputa il campionato di Serie B, con 45 punti ottiene il terzo posto appaiato al Catanzaro, sono previste tre promozioni, si rende necessario uno spareggio che il Verona vince (1-0) sui calabresi il 26 giugno 1975 a Terni, con il Verona salgono in Serie A il Como con 46 punti ed il Perugia che con 49 punti ha vinto il torneo cadetto. Retrocedono l'Alessandria con 34 punti, dopo aver perso lo spareggio con la Reggiana (1-2), l'Arezzo con 33 punti ed il Parma con 30 punti.

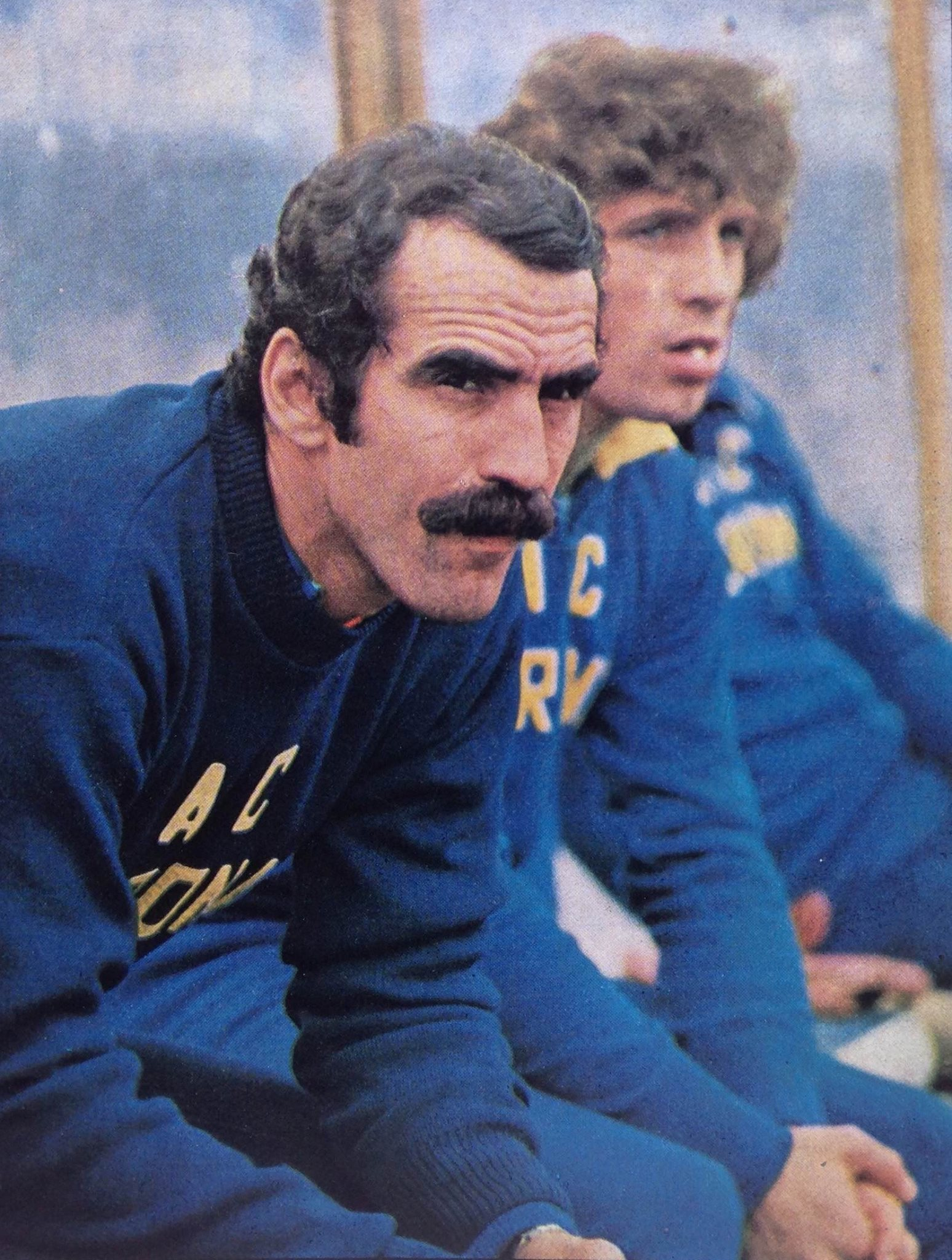
L'ex libero veronese Luigi Mascalaito subentra in primavera sulla panchina scaligera e traghetta la squadra verso la promozione

Il Verona di Giancarlo Cadè parte con i favori del pronostico, disputa un girone di andata eccellente ottenendo 26 punti, appena dietro la sorpresa Perugia, poi nel ritorno ha un calo vistoso, raccoglie in tutto il girone discendente solo 19 punti, appena sufficienti per arrivare allo spareggio. Deludono le grandi favorite Genoa, Palermo, Atalanta e Foggia, con il Verona salgono in Serie A due sorprese come Como e Perugia. Con 11 reti il miglior marcatore stagionale degli scaligeri è stato Gianfranco Zigoni di cui 2 reti in Coppa Italia e 9 in campionato.
In Coppa Italia il Verona è inserito nel gruppo 2 di qualificazione, dove con 5 punti si piazza secondo, dietro al Napoli che accede al girone finale.

## Rosa
| N. |                   | Ruolo | Calciatore          |
| -- | ----------------- | ----- | ------------------- |
|    | Italia (bandiera) | P     | Mario Da Pozzo      |
|    | Italia (bandiera) | P     | Mario Giacomi       |
|    | Italia (bandiera) | P     | Giuseppe Porrino    |
|    | Italia (bandiera) | D     | Cesare Cattaneo     |
|    | Italia (bandiera) | D     | Glauco Cozzi        |
|    | Italia (bandiera) | D     | Angiolino Gasparini |
|    | Italia (bandiera) | D     | Leonardo Menichini  |
|    | Italia (bandiera) | D     | Franco Nanni        |
|    | Italia (bandiera) | D     | Paolo Sirena        |
|    | Italia (bandiera) | C     | Pierluigi Busatta   |

| N. |                   | Ruolo | Calciatore        |
| -- | ----------------- | ----- | ----------------- |
|    | Italia (bandiera) | C     | Walter Franzot    |
|    | Italia (bandiera) | C     | Sergio Maddè      |
|    | Italia (bandiera) | C     | Roberto Mazzanti  |
|    | Italia (bandiera) | C     | Sergio Taddei     |
|    | Italia (bandiera) | C     | Alessandro Turini |
|    | Italia (bandiera) | C     | Sergio Vriz       |
|    | Italia (bandiera) | A     | Angelo Domenghini |
|    | Italia (bandiera) | A     | Giuseppe Fagni    |
|    | Italia (bandiera) | A     | Livio Luppi       |
|    | Italia (bandiera) | A     | Gianfranco Zigoni |

## Calciomercato

### Sessione estiva(fino al 13 luglio 1974)
| Acquisti | Acquisti            | Acquisti | Acquisti   |
| R.       | Nome                | da       | Modalità   |
| -------- | ------------------- | -------- | ---------- |
| P        | Mario Da Pozzo      | Napoli   | definitivo |
| D        | Cesare Cattaneo     | Milan    | definitivo |
| D        | Angiolino Gasparini | Brescia  | definitivo |
| D        | Leonardo Menichini  | Romulea  | definitivo |
| C        | Sergio Taddei       | Novara   | definitivo |
| C        | Alessandro Turini   | Milan    | definitivo |
| A        | Angelo Domenghini   | Roma     | definitivo |

| Cessioni | Cessioni           | Cessioni    | Cessioni      |
| R.       | Nome               | a           | Modalità      |
| -------- | ------------------ | ----------- | ------------- |
| P        | Pierangelo Belli   | -           | svincolato    |
| D        | Klaus Bachlechner  | Novara      | prestito      |
| D        | Aldo Bet           | Milan       | definitivo    |
| D        | Luigi Mascalaito   | -           | fine carriera |
| D        | Roberto Ranghino   | Sampietrese | definitivo    |
| C        | Renato Zaccarelli  | Torino      | definitivo    |
| A        | Rosario Castronovo | Messina     | definitivo    |
| A        | Giuseppe Fagni     | Mantova     | definitivo    |
| A        | Bruno Pace         | Angolana    | definitivo    |

## Risultati

### Serie B

#### Girone di andata
| Arbitro: | Serafino (Roma) |

|             |           |                 |
| Rizzati 19’ | Marcatori | 51’, 59’ Zigoni |

| Verona 6 ottobre 1974, ore 15:00 CET 2ª giornata | Verona           | 0 – 0 | Brindisi | Stadio Marcantonio Bentegodi\| Arbitro: \| Gussoni (Varese) \| |
| Arbitro:                                         | Gussoni (Varese) |       |          |                                                                |

| Arbitro: | Vannucchi (Bologna) |

|             |           |                       |
| Salpini 38’ | Marcatori | 37’ Sirena 61’ Zigoni |

| Arbitro: | Prati (Parma) |

|                                                 |           |               |
| Sirena 16’, 83’ Luppi 59’, 75’ Maddè 62’ (rig.) | Marcatori | 44’, 71’ Ghio |

| Arbitro: | Lazzaroni (Milano) |

|             |           |                        |
| Vanello 74’ | Marcatori | 32’ Franzot 68’ Sirena |

| Arbitro: | Trinchieri (Reggio Emilia) |

|                      |           |  |
| Sirena 30’ Luppi 33’ | Marcatori |  |

| Arbitro: | Panzino (Catanzaro) |

|           |           |             |
| Pruzzo 3’ | Marcatori | 16’ Busatta |

| Arbitro: | Pieri (Genova) |

|                                                   |           |  |
| Busatta 55’ Mazzanti 70’ Domenghini 84’ Luppi 86’ | Marcatori |  |

| Arbitro: | Gialluisi (Barletta) |

|              |           |  |
| Bertuzzo 35’ | Marcatori |  |

| Arbitro: | Trono (Torino) |

|             |           |  |
| Busatta 59’ | Marcatori |  |

| Arbitro: | V. Lattanzi (Roma) |

|           |           |  |
| Zigoni 7’ | Marcatori |  |

| Arbitro: | Michelotti (Parma) |

|           |           |  |
| Doldi 21’ | Marcatori |  |

| Arbitro: | Lenardon (Siena) |

|                                                    |           |                             |
| Franzot 3’ Zigoni 7’ Cattaneo 63’ Catto 80’ (aut.) | Marcatori | 23’ Castronaro 45’ Simonato |

| Arbitro: | Lattanzi (Roma) |

|  |           |                |
|  | Marcatori | 68’ Domenghini |

| Arbitro: | Lops (Torino) |

|                               |           |            |
| Nobili 6’ (rig.) Marchesi 44’ | Marcatori | 29’ Zigoni |

| Arbitro: | Tonolini (Milano) |

|                           |           |           |
| Domenghini 76’ Zigoni 90’ | Marcatori | 85’ Paina |

| Perugia 26 gennaio 1975, ore 14:30 CET 17ª giornata | Perugia        | 0 – 0 | Verona | Stadio Santa Giuliana\| Arbitro: \| Gonella (Asti) \| |
| Arbitro:                                            | Gonella (Asti) |       |        |                                                       |

| Catanzaro 2 febbraio 1975, ore 15:00 CET 18ª giornata | Catanzaro       | 0 – 0 | Verona | Stadio Militare\| Arbitro: \| Schena (Foggia) \| |
| Arbitro:                                              | Schena (Foggia) |       |        |                                                  |

| Arbitro: | Governa (Alessandria) |

|            |           |                                             |
| Zigoni 38’ | Marcatori | 28’ N. Ulivieri 59’ Tardelli 65’ Cappellini |

#### Girone di ritorno
| Arbitro: | Ciulli (Roma) |

|           |           |  |
| Luppi 11’ | Marcatori |  |

| Brindisi 23 febbraio 1975, ore 15:00 CET 21ª giornata | Brindisi         | 0 – 0 | Verona | Stadio Comunale\| Arbitro: \| Levrero (Genova) \| |
| Arbitro:                                              | Levrero (Genova) |       |        |                                                   |

| Arbitro: | Trono (Torino) |

|  |           |                             |
|  | Marcatori | 28’ S. Petrini 61’ Albanese |

| Arbitro: | Menegali (Roma) |

|               |           |  |
| Rolfo 7’, 42’ | Marcatori |  |

| Verona 16 marzo 1975, ore 15:00 CET 24ª giornata | Verona              | 0 – 0 | Palermo | Stadio Marcantonio Bentegodi (25 000 spett.)\| Arbitro: \| Vannucchi (Bologna) \| |
| Arbitro:                                         | Vannucchi (Bologna) |       |         |                                                                                   |

| Arbitro: | Panzino (Catanzaro) |

|  |           |          |
|  | Marcatori | 75’ Vriz |

| Verona 30 marzo 1975, ore 15:00 CET 26ª giornata | Verona             | 0 – 0 | Genoa | Stadio Marcantonio Bentegodi\| Arbitro: \| V. Lattanzi (Roma) \| |
| Arbitro:                                         | V. Lattanzi (Roma) |       |       |                                                                  |

| Arbitro: | Benedetti (Roma) |

|             |           |            |
| Aristei 76’ | Marcatori | 88’ Zigoni |

| Arbitro: | Menicucci (Firenze) |

|                             |           |                          |
| Turini 33’ Maddè 60’ (rig.) | Marcatori | 54’, 72’ (rig.) Bertuzzo |

| Arbitro: | Lazzaroni (Milano) |

|  |           |          |
|  | Marcatori | 80’ Vriz |

| Alessandria 27 aprile 1975, ore 15:30 CET 30ª giornata | Alessandria      | 0 – 0 | Verona | Stadio Giuseppe Moccagatta (12 000 spett.)\| Arbitro: \| Levrero (Genova) \| |
| Arbitro:                                               | Levrero (Genova) |       |        |                                                                              |

| Arbitro: | Bergamo (Livorno) |

|                  |           |                   |
| Luppi 87’ (rig.) | Marcatori | 76’ (aut.) Taddei |

| Arbitro: | Lattanzi (Roma) |

|                 |           |  |
| F. Chimenti 19’ | Marcatori |  |

| Arbitro: | Menegali (Roma) |

|                     |           |             |
| Vriz 35’ Sirena 57’ | Marcatori | 73’ Beccati |

| Verona 25 maggio 1975, ore 16:00 CET 34ª giornata | Verona           | 0 – 0 | Pescara | Stadio Marcantonio Bentegodi\| Arbitro: \| Benedetti (Roma) \| |
| Arbitro:                                          | Benedetti (Roma) |       |         |                                                                |

| Ferrara 1º giugno 1975, ore 16:30 CEST 35ª giornata | SPAL             | 0 – 0 | Verona | Stadio Paolo Mazza\| Arbitro: \| Gonella (Torino) \| |
| Arbitro:                                            | Gonella (Torino) |       |        |                                                      |

| Arbitro: | Michelotti (Parma) |

|  |           |              |
|  | Marcatori | 6’, 66’ Curi |

| Arbitro: | Ciacci (Firenze) |

|           |           |  |
| Luppi 50’ | Marcatori |  |

| Arbitro: | Serafino (Roma) |

|                     |           |  |
| Cappellini 22’, 56’ | Marcatori |  |

#### Spareggio
| Arbitro: | Gonella (Torino) |

|              |           |  |
| Mazzanti 25’ | Marcatori |  |

### Coppa Italia

#### Primo turno
| Arbitro: | Picasso (Chiavari) |

|                      |           |                                 |
| N. Favaro 16’ (aut.) | Marcatori | 28’ (rig.) Esposito 75’ Braglia |

| Arbitro: | Schena (Foggia) |

|              |           |            |
| Arbitrio 67’ | Marcatori | 73’ Zigoni |

| Arbitro: | Lattanzi (Roma) |

|                       |           |              |
| Sirena 16’ Zigoni 72’ | Marcatori | 56’ Mongardi |

| Arbitro: | Menicucci (Firenze) |

|  |           |                       |
|  | Marcatori | 17’ Sirena 89’ Turini |

## Statistiche

### Statistiche di squadra
| Competizione | Punti | In casa | In casa | In casa | In casa | In casa | In casa | In trasferta | In trasferta | In trasferta | In trasferta | In trasferta | In trasferta | Totale | Totale | Totale | Totale | Totale | Totale | D.R. |
| Competizione | Punti | G       | V       | N       | P       | Gf      | Gs      | G            | V            | N            | P            | Gf           | Gs           | G      | V      | N      | P      | Gf     | Gs     | D.R. |
| ------------ | ----- | ------- | ------- | ------- | ------- | ------- | ------- | ------------ | ------------ | ------------ | ------------ | ------------ | ------------ | ------ | ------ | ------ | ------ | ------ | ------ | ---- |
| Serie B      | 45    | 19      | 10      | 6       | 3       | 27      | 16      | 19           | 6            | 7            | 5            | 12           | 14           | 38     | 16     | 13     | 8      | 39     | 30     | +9   |
| Spareggio    | -     | 0       | 0       | 0       | 0       | 0       | 0       | 0            | 0            | 0            | 0            | 0            | 0            | 1      | 1      | 0      | 0      | 1      | 0      | +1   |
| Coppa Italia | -     | 2       | 1       | 0       | 1       | 3       | 3       | 2            | 1            | 1            | 0            | 3            | 1            | 4      | 2      | 1      | 1      | 6      | 4      | +2   |
| Totale       | 45    | 21      | 11      | 6       | 4       | 30      | 19      | 21           | 7            | 8            | 5            | 15           | 15           | 43     | 19     | 14     | 9      | 46     | 34     | +12  |

### Andamento in campionato
| Giornata  | 1 | 2 | 3 | 4 | 5 | 6 | 7 | 8 | 9 | 10 | 11 | 12 | 13 | 14 | 15 | 16 | 17 | 18 | 19 | 20 | 21 | 22 | 23 | 24 | 25 | 26 | 27 | 28 | 29 | 30 | 31 | 32 | 33 | 34 | 35 | 36 | 37 | 38 |
| --------- | - | - | - | - | - | - | - | - | - | -- | -- | -- | -- | -- | -- | -- | -- | -- | -- | -- | -- | -- | -- | -- | -- | -- | -- | -- | -- | -- | -- | -- | -- | -- | -- | -- | -- | -- |
| Luogo     | T | C | T | C | T | C | T | C | T | C  | C  | T  | C  | T  | T  | C  | T  | T  | C  | C  | T  | C  | T  | C  | T  | C  | T  | C  | T  | T  | C  | T  | C  | C  | T  | C  | C  | T  |
| Risultato | V | N | V | V | V | V | N | V | P | V  | V  | P  | V  | V  | P  | V  | N  | N  | P  | V  | N  | P  | P  | N  | V  | N  | N  | N  | V  | N  | N  | P  | V  | N  | N  | P  | V  | P  |
| Posizione | 4 | 7 | 3 | 2 | 1 | 1 | 1 | 1 | 1 | 1  | 2  | 3  | 2  | 1  | 2  | 2  | 2  | 2  | 2  | 2  | 2  | 2  | 2  | 2  | 2  | 2  | 2  | 2  | 2  | 2  | 2  | 2  | 2  | 2  | 2  | 3  | 2  | 3  |

Legenda:

Luogo: C = Casa; T = Trasferta. Risultato: V = Vittoria; N = Pareggio; P = Sconfitta.

### Statistiche dei giocatori
Sono in corsivo i calciatori che hanno lasciato la società a stagione in corso.
| Giocatore     | Serie B  | Serie B | Serie B     | Serie B    | Spareggio | Spareggio | Spareggio   | Spareggio  | Coppa Italia | Coppa Italia | Coppa Italia | Coppa Italia | Totale   | Totale | Totale      | Totale     |
| Giocatore     | Presenze | Reti    | Ammonizioni | Espulsioni | Presenze  | Reti      | Ammonizioni | Espulsioni | Presenze     | Reti         | Ammonizioni  | Espulsioni   | Presenze | Reti   | Ammonizioni | Espulsioni |
| ------------- | -------- | ------- | ----------- | ---------- | --------- | --------- | ----------- | ---------- | ------------ | ------------ | ------------ | ------------ | -------- | ------ | ----------- | ---------- |
| P. Busatta    | 29       | 3       | ?           | ?          | 1         | 0         | 0           | 0          | -            | -            | -            | -            | 30       | 3      | 0+          | 0+         |
| C. Cattaneo   | 27       | 1       | ?           | ?          | -         | -         | -           | -          | 4            | 0            | ?            | ?            | 31       | 1      | 0+          | 0+         |
| G. Cozzi      | 15       | 0       | ?           | ?          | 1         | 0         | 0           | 0          | 0            | 0            | ?            | ?            | 16       | 0      | 0+          | 0+         |
| M. Da Pozzo   | 0        | 0       | 0           | 0          | -         | -         | -           | -          | -            | -            | -            | -            | 0        | 0      | 0           | 0          |
| A. Domenghini | 28       | 3       | ?           | ?          | -         | -         | -           | -          | 2            | 0            | ?            | ?            | 30       | 3      | 0+          | 0+         |
| G. Fagni      | -        | -       | -           | -          | -         | -         | -           | -          | 1            | 0            | ?            | ?            | 1        | 0      | 0+          | 0+         |
| W. Franzot    | 30       | 2       | ?           | ?          | 1         | 0         | 0           | 0          | 3            | 0            | ?            | ?            | 34       | 2      | 0+          | 0+         |
| A. Gasparini  | 38       | 0       | ?           | ?          | 1         | 0         | 0           | 0          | 4            | 0            | ?            | ?            | 43       | 0      | 0+          | 0+         |
| M. Giacomi    | 27       | -23     | ?           | ?          | 0         | 0         | 0           | 0          | 4            | -4           | ?            | ?            | 31       | -27    | 0+          | 0+         |
| L. Luppi      | 36       | 7       | ?           | ?          | 1         | 0         | 0           | 0          | 2            | 0            | ?            | ?            | 39       | 7      | 0+          | 0+         |
| S. Maddè      | 27       | 2       | ?           | ?          | 1         | 0         | 0           | 0          | 4            | 0            | ?            | ?            | 32       | 2      | 0+          | 0+         |
| R. Mazzanti   | 24       | 1       | ?           | ?          | 1         | 1         | 0           | 0          | 2            | 0            | ?            | ?            | 27       | 2      | 0+          | 0+         |
| L. Menichini  | 2        | 0       | ?           | ?          | -         | -         | -           | -          | -            | -            | -            | -            | 2        | 0      | 0+          | 0+         |
| F. Nanni      | 28       | 0       | ?           | ?          | 1         | 0         | 0           | 0          | 4            | 0            | ?            | ?            | 33       | 0      | 0+          | 0+         |
| G. Porrino    | 11       | -7      | ?           | ?          | 1         | 0         | 0           | 0          | 0            | 0            | 0            | 0            | 12       | -7     | 0+          | 0+         |
| P. Sirena     | 33       | 6       | ?           | ?          | 1         | 0         | 0           | 0          | 4            | 2            | ?            | ?            | 38       | 8      | 0+          | 0+         |
| S. Taddei     | 20       | 0       | ?           | ?          | -         | -         | -           | -          | 4            | 0            | ?            | ?            | 24       | 0      | 0+          | 0+         |
| A. Turini     | 21       | 1       | ?           | ?          | 0         | 0         | 0           | 0          | 4            | 1            | ?            | ?            | 25       | 2      | 0+          | 0+         |
| S. Vriz       | 21       | 3       | ?           | ?          | 1         | 0         | 0           | 0          | 4            | 0            | ?            | ?            | 26       | 3      | 0+          | 0+         |
| G. Zigoni     | 33       | 9       | ?           | ?          | 1         | 0         | 1           | 0          | 3            | 2            | ?            | ?            | 37       | 11     | 1+          | 0+         |